# Полсон, Генри
Генри Мэррит «Хэнк» Полсон Младший (англ. Henry Merritt "Hank" Paulson Jr.; род. 28 марта 1946, Палм-Бич, Флорида, США) — американский политический и государственный деятель; 74-й министр финансов США (2006—2009), член совета управляющих международного валютного фонда. До этого в 1998—2006 годах председатель и главный исполнительный директор Goldman Sachs.

## Биография
Полсон родился 28 марта 1946 года в Палм-Бич (Флорида), вырос на ферме в Баррингтон-Хиллс (Иллинойс). Семья держала лошадей, свиней, коров, овец и кур. Отец Полсона был сторонником строгой дисциплины — мальчиком Генри Полсон работал на ферме, помогая ухаживать за животными. Полсоны были приверженцами Христианской науки.
В 1968 году окончил Дартмутский колледж со степенью бакалавра гуманитарных наук. В колледже Полсон состоял в студенческой организации Фи-Бета-Каппа, экологическом обществе Грин-Кей и был председателем местной Христианской общины.
В 1970 году Генри Полсон окончил Гарвардскую школу бизнеса со степенью магистра делового администрирования.
С 1970 по 1972 год Полсон работал в администрации Пентагона в качестве помощника министра обороны. С 1972 по 1973 год являлся помощником советника президента по внутренней политике Джона Эрлихмана, Эрлихман позже будет замешан в Уотергейтском скандале.
В 1974 году Полсон был принят в чикагское отделение Goldman Sachs младшим сотрудником инвестиционно-банковского подразделения. В 1982 году стал партнером Goldman Sachs. С 1983 по 1988 год возглавлял офис Investment Banking Group на Среднем Западе. В 1999 году Генри Полсон был назначен Генеральным директором всей корпорации, и его годовой доход в 2005 году составил 37 млн долларов, а в 2006 году 16400 тысяч долларов. На 2006 год стоимость его активов оценивалась Forbes примерно в 700 млн долларов. Под руководством Полсона в Goldman Sachs была выстроена система управления, основанная на жёсткой дисциплине, а во главу были поставлены финансовые результаты деятельности сотрудников, от которых зависели и солидные бонусы, выплачиваемые отличившемуся персоналу, — отмечало Время новостей.
В 2006 году президент Джордж Буш назначил 60-летнего Полсона на должность министра финансов. «Хэнк разделяет мою философию, что экономика процветает, когда мы доверяем американскому народу хранить, тратить и вкладывать свои деньги так, как они считают нужным», — заявил тогда Буш. Сенат утвердил кандидатуру Полсона, и в июле 2006 года он был приведён к присяге. Полсон стал вторым министром финансов, бывшим до того главой Goldman Sachs, после Роберта Рубина, возглавлявшего Goldman Sachs в 1990—1992 годах и занявшего пост министра финансов в 1995 году.
Президент Буш тогда среди стоящих перед ним задач на первое место поставил «сохранение низких налогов». В своём первом публичном выступлении Полсон поднял тему разрыва между бедными и богатыми.
19 сентября 2008 года был запущен так называемый «план Полсона» — пакет на 700 млрд долларов для спасения американского финансового рынка.
Полсон известен своей приверженностью к сохранению и охране дикой природы. Он пожертвовал более 100 млн долларов на охрану природы и экологическое просвещение. В настоящее время политик является членом консультативного совета организации The Peregrine Fund, выступающей за охрану хищных птиц.